# Warhammer 40,000: Dawn of War – Dark Crusade
Warhammer 40,000: Dawn of War – Dark Crusade – strategiczna gra czasu rzeczywistego wyprodukowana przez Relic Entertainment i wydana w 2006 roku przez THQ. Jest to drugi, samodzielny dodatek do gry Warhammer 40,000: Dawn of War.

## Opis
W rozszerzeniu pojawiają się dwie nowe frakcje: Dominium Tau i Nekroni. Pierwsi wykorzystują w walce zaawansowaną technologię strzelecką i rozwiniętą dyplomację a drudzy to humanoidalne roboty będące istnymi maszynami do zabijania. Tau i Nekroni są bardzo dobrze zrównoważeni z pozostałymi frakcjami występującymi w grze, co jest jednym ze znaków rozpoznawczych serii.
Dark Crusade jest dodatkiem samodzielnym, co oznacza, że do gry nie jest wymagana podstawowa wersja gry Dawn of War.

## Kampania
W trybie kampanii gracz dowodzi jedną z siedmiu frakcji. Celem jest podbicie kluczowych regionów planety Kronus, podzielonej na 25 prowincji. W trybie globalnym widoczna jest mapa kampanii obejmująca cały glob. Atak na daną prowincję przenosi gracza na mapę bitewną. Po pokonaniu obrońców gracz przejmuje kontrolę nad danym terytorium. Dzięki takiemu rozwiązaniu można swobodniej planować kolejne podboje.
Bohaterowie poprzez wypełnianie celów (takich jak przykładowo zdobycie jednej prowincji, zabicie ustalonej ilości wrogów) zdobywają nowe umiejętności, ekwipunek dla dowódcy swojej armii oraz tzw. gwardię przyboczną, czyli grupę elitarnych jednostek natychmiastowo gotowych do walki.

## Malarz armii
Dzięki malarzowi armii można spersonalizować nazwy, kolory, insygnia i sztandary każdej z armii.